# Andy Miller
Andy Miller, född 7 september 1968 i Mattoon, Illinois, USA, är en amerikansk travtränare och travkusk.

## Biografi
Miller är en av USA:s mest framgångsrika kuskar och kör på en eller två banor sex dagar i veckan. Han växte upp i ett Amishsamhälle i delstaten Illinois, och fick då sin första kontakt med hästar, eftersom ett av fundamenten för denna trosinriktning är att avstå från tekniska hjälpmedel och att använda hästar som transportmedel.
Miller började sin karriär som travkusk vid 16 års ålder, och vann sitt första lopp året efter. Hans genombrott som kusk kom 1995, då han körde in mer än 800 000 dollar, mer än vad han kört in sammanlagt under tio år tidigare. Han träffade sin blivande fru Julie Miller i samband med tävlingar i mitten av 90-talet. 1997 var han en av de 25 främsta kuskarna i Nordamerika. 2006 flyttade Julie och Andy Miller till USA:s östkust, där Andy snabbt etablerade sig som en av de främsta kuskarna på Meadowlands Racetrack.
Miller har representerat USA i World Driving Championship två gånger, 2005 och 2007.
I april 2014 skadade sig Miller allvarligt under tävlingar på Yonkers Raceway. Miller fick frakturer på ett par ländkotor, men körde lopp igen sex månader senare.
Miller körde hästen Milligan's School under dennes tid i Nordamerika 2015–2016. Milligan's School deltog då bland annat i världens största unghästlopp Hambletonian Stakes, där han kom sexa i finalen.

### Sverigebesök
Miller körde även stjärnhästen Lucky Jim som anses vara en av de främsta i Nordamerika under 2000-talet. 2009 segrade han i 17 av 18 lopp, och fick då mottaga Dan Patch Award for Older Male Trotter. Lucky Jim var aktuell för 2009 års upplaga av Elitloppet på Solvalla, men tackade då nej. Lucky Jim var även ett önskenamn för 2010 års upplaga, då tränare Julie Miller aviserat att de gärna kommer till Sverige. Han tillhörde en av förhandsfavoriterna till att segra i loppet. Miller som var ordinarie kusk på Lucky Jim körde honom även i Elitloppet, och ekipaget startade som favoritspelade från spår 7. Ekipaget kom på sjunde plats i sitt kvalheat och kvalificerade sig därmed inte till finalheatet samma dag.

## Familj
Miller bor i Millstone Township, New Jersey, tillsammans med sin maka Julie som är professionell travtränare, och tränar många hästar som Andy kör. Tillsammans har de även två barn. Andy Miller är bror till travtränaren Ervin M. Miller.

## Segrar i större lopp
| År   | Lopp                                   | Häst              | Tränare           |
| ---- | -------------------------------------- | ----------------- | ----------------- |
| 2008 | Hambletonian Oaks                      | Creamy Mimi       | Trond Smedshammer |
| 2009 | New York Sire Stakes, 3YOC&G           | And Away We Go    | Julie Miller      |
| 2009 | Arthur J. Cutler Memorial              | Lucky Jim         | Julie Miller      |
| 2009 | Nat Ray Trot                           | Lucky Jim         | Julie Miller      |
| 2009 | Breeders Crown Open Trot               | Lucky Jim         | Julie Miller      |
| 2010 | Breeders Crown 2YO Colt & Gelding Trot | Manofmanymissions | Ervin M. Miller   |
| 2013 | Arthur J. Cutler Memorial              | Sevruga           | Julie Miller      |
| 2013 | John Cashman Memorial                  | Sevruga           | Julie Miller      |
| 2016 | New York Sire Stakes, 2YOC&G           | Devious Man       | Julie Miller      |
| 2017 | Earl Beal Jr. Memorial                 | Devious Man       | Julie Miller      |